# Karl Birnbaum
Karl Birnbaum (ur. 20 sierpnia 1878 w Świdnicy, zm. 31 marca 1950 w Filadelfii) – niemiecko-amerykański lekarz psychiatra i neurolog.

## Życiorys
Był synem kupca. Do gimnazjum uczęszczał w rodzinnym mieście. Studiował medycynę na Uniwersytecie w Berlinie, Uniwersytecie w Monachium, Uniwersytecie w Würzburgu i Uniwersytecie we Fryburgu Bryzgowijskim, tytuł doktora medycyny otrzymał w 1902 roku na podstawie dysertacji Versuch eines Schemas für Intelligenzhandlungen. Następnie pracował w zakładzie psychiatrycznym w Berlinie-Lichterbergu. W 1923 roku habilitował się u Karla Bonhoeffera. Od 1927 profesor nadzwyczajny na Uniwersytecie w Berlinie. W 1930 został dyrektorem medycznym zakładu opiekuńczo-leczniczego w Berlinie-Buch. Po dojściu nazistów do władzy stracił posadę z powodu żydowskiego pochodzenia. W 1939 roku emigrował do Stanów Zjednoczonych, początkowo wykładał na New School for Social Research in New York, w 1940 roku przeniósł się na Uniwersytet w Filadelfii.

## Wybrane prace
- Über psychopathische Persönlichkeiten. Eine psychopathologische Studie. Wiesbaden: J. F. Bergmann, 1909
- Psychose mit Wahnbidling wahnhafte Einbildingen bei Degenerativen, 1908
- Die psychopathischen Verbrecher. Die Grenzzustände zwischen geistiger Gesundheit und Krankheit in ihren Beziehungen zu Verbrechen und Strafwesen W: Handbuch für Ärzte, Juristen und Strafanstaltsbeamte. Berlin: Langenscheidt, 1914
- Kriegsneurosen und-psychosen auf Grund der gegenwärtigen Kriegsbeobachtungen, 1915
- Die psychopathischen Verbrecher. Leipzig: Thieme, 1926
- Psychischen Heilmethoden für ärtzliches Studium und Praxis, 1927
- Handwörterbuch der medizinischen Psychologie. Leipzig: Thieme, 1930
- Kriminalpsychopathologie und psychobiologische Verbrecherkunde, 1931
- Methodologische Prinzipien der Pathographie. Zeitschrift für die gesamte Neurologie und Psychiatrie 143, (1/2), s. 69-83, 1932